# Limewax
Макси́м Оле́гович Ано́хін, відоміший як Limewax [Лаймва́кс] — нідерландський продюсер і діджей українського походження. Популярність отримав за свої роботи в драм-енд-бейсі в таких підстилях як даркстеп, хардстеп і техноїд.

## Біографія
Народився в 1988 році в місті Кам'янець-Подільському в Україні. В 5 років переїхав в Київ, де жив і вчився до 11 років. Протягом семи років брав уроки класичного фортепіано. В 1999 році з сім'єю переїхали жити до Нідерландів. Зараз проживає в місті Тілбург.

## Дискографія
- 2011 Empindsamer Stil LP (L/B Recordings, LB008LP)
- 2009 Limewax & Current Value — All Ends EP (L/B Recordings, LB005)
- 2009 Big Bang / Invention — (Freak Recordings, FREAK032)
- 2009 Blood & Steel LP (Prspct Recordings, PRSPCTLP001)
- 2008 Zombie Vs Zombie/Casino (Position Chrome Recordings, PC070)
- 2008 Bomb EP (Freak Recordings, FREAK028)
- 2008 Tempest/Bathwater (L/B Recordings, LB002)
- 2008 Everything (Dylan And Limewax VIP) (Freak Recordings, FREAKMP3015)
- 2008 Nature Of Evil/Impaler (Habit Recordings, HBT021)
- 2007 Empire EP (Position Chrome Recordings, PC068)
- 2007 Strike From The Land (Freak Recordings, FREAKMP3001)
- 2007 Pigeons & Marshmallows (Bastard Child Recordings, BCHILD002)
- 2007 Share No Soul (Freak Recordings, FREAKLP001)
- 2007 One Of Them/Demolished (Lost Soul Recordings, LOST005)
- 2007 Agent Orange/Cat And The Hat (L/B Recordings, LB001)
- 2007 He Will Find Us/Onkey (Lost Soul Recordings, LOST004)
- 2007 Golden Path/Evolution (Obscene Recordings, OBSCENE016)
- 2007 Scars on the Horizon LP (Tech Freak Recordings, TECHFREAKLP002)
- 2007 Cleansed By A Nightmare (Bastard Child Recordings, BCHILD001)
- 2006 We Have Life EP (Freak Recordings, FREAK019)
- 2006 M.O.T.D/Invasion (Obscene Recordings, OBSCENE013)
- 2006 ½ LB/The Way The Future (Avalanche, AVA008)
- 2005 Pain (Prspct, PRSPCT001)
- 2005 The Lawra/Eyes of Evil (Freak Recordings, FREAK016)
- 2005 Sure Vision/Devil’s Rage (Sinuous, SIN011)
- 2005 Satanina/Emato (Obscene Recordings, OBSCENE009)
- 2005 Ritual Station/The Limit (Avalanche, AVA004)
- 2005 Changing Crisis EP (Tech Itch Recordings, TI044)